# Hieracium eriobasis
Hieracium eriobasis es una especie de planta con flor del género Hieracium, de la familia Asteraceae, orden Asterales.

## Distribución
Hieracium eriobasis se distribuye por Albania, Grecia y Yugoslavia.

## Taxonomía
Fue descrita científicamente por Freyn & Sint. Fue publicada en Bull. Herb. Boissier. 5: 787.